# Lamya Island
Lamya Island (englisch; bulgarisch остров Ламя ostrow Lamja) ist eine teilweise unvereiste, in west-östlicher Ausrichtung 1,56 km lange und 630 m breite Insel in der Gruppe der Dannebrog-Inseln im Wilhelm-Archipel vor der Graham-Küste des Grahamlands auf der Antarktischen Halbinsel. Sie liegt 85 m südlich der Elisabethinsel, 2,76 km südwestlich der Booth-Insel und 2,33 km nordwestlich von Peperuda Island.
Britische Wissenschaftler kartierten sie 2001. Die bulgarische Kommission für Antarktische Geographische Namen benannte sie 2020 nach dem Fabelwesen Lamja, einem dreiköpfigen Drachen aus der bulgarischen Mythologie.